# Zapasy na Letnich Igrzyskach Olimpijskich 1948 – kategoria do 52 kg w stylu klasycznym
Zmagania mężczyzn do 52 kg to jedna z ośmiu męskich konkurencji w zapasach w stylu klasycznym rozgrywanych podczas Letnich Igrzysk Olimpijskich 1948. Pojedynki w tej kategorii wagowej odbyły się w dniach 3–6 sierpnia
Punktacja opierała się na systemie „złych punktów karnych”. Przegrany otrzymywał 3 punkty za „łopatki” lub jednomyślną przegraną, a dwa punkty za porażkę 2-1. Zwycięzca otrzymywał jeden punkt za wygraną 2-1, a w pozostałych przypadkach zero. W każdej z rund odpadł zawodnik, który zgromadził łącznie pięć punktów lub więcej.

## Klasyfikacja[1]
| Lp. | Państwo         | Zawodnik               |
| --- | --------------- | ---------------------- |
| 1   | Włochy          | Pietro Lombardi        |
| 2   | Turcja          | Kenan Olcay            |
| 3   | Finlandia       | Reino Kangasmäki       |
| 4   | Szwecja         | Malte Möller           |
| 5   | Węgry           | Gyula Szilágyi         |
| 6   | Norwegia        | Frithjof Clausen       |
| 7   | Egipt           | Muhammad Ali Abd al-Al |
| .   | Argentyna       | Manuel Varela          |
| 9   | Francja         | Edmond Faure           |
| 10  | Liban           | Abdallah Sidani        |
| 11  | Wielka Brytania | Walter McGuffie        |
| .   | Dania           | Svend Aage Thomsen     |
| 13  | Belgia          | Adolphe Lamot          |

## Wyniki
* „Łopatki” (ang. fall, touche) – pozycja w której zawodnik dotyka łopatkami maty (oznaczająca koniec walki).

### Pierwsza runda[2]
| Zwycięzca              | Punkty karne | Wynik        | Przegrany          | Punkty karne |
| ---------------------- | ------------ | ------------ | ------------------ | ------------ |
| Malte Möller           | 0            | Łopatki      | Adolphe Lamot      | 3            |
| Edmond Faure           | 1            | Decyzja, 2:1 | Abdallah Sidani    | 2            |
| Gyula Szilágyi         | 0            | Łopatki      | Manuel Varela      | 3            |
| Muhammad Ali Abd al-Al | 0            | Łopatki      | Walter McGuffie    | 3            |
| Kenan Olcay            | 1            | Decyzja, 3:0 | Frithjof Clausen   | 3            |
| Pietro Lombardi        | 1            | Decyzja, 3:0 | Svend Aage Thomsen | 3            |
| Reino Kangasmäki       | 0            | Bez walki    |                    |              |

### Druga runda[3]
| Zwycięzca        | Punkty karne | Wynik        | Przegrany              | Punkty karne |
| ---------------- | ------------ | ------------ | ---------------------- | ------------ |
| Reino Kangasmäki | 1            | Decyzja, 2:1 | Malte Möller           | 2            |
| Gyula Szilágyi   | 1            | Decyzja, 3:0 | Edmond Faure           | 4            |
| Manuel Varela    | 3            | Łopatki      | Abdallah Sidani        | 5            |
| Frithjof Clausen | 3            | Łopatki      | Walter McGuffie        | 6            |
| Pietro Lombardi  | 1            | Łopatki      | Muhammad Ali Abd al-Al | 3            |
| Kenan Olcay      | 2            | Decyzja, 3:0 | Svend Aage Thomsen     | 6            |
| Adolphe Lamot    |              | Wycofał się  |                        |              |

### Trzecia runda[4]
| Zwycięzca        | Punkty karne | Wynik        | Przegrany              | Punkty karne |
| ---------------- | ------------ | ------------ | ---------------------- | ------------ |
| Reino Kangasmäki | 1            | Łopatki      | Edmond Faure           | 7            |
| Malte Möller     | 3            | Decyzja, 2:1 | Gyula Szilágyi         | 3            |
| Frithjof Clausen | 4            | Decyzja, 3:0 | Manuel Varela          | 5            |
| Kenan Olcay      | 2            | Łopatki      | Muhammad Ali Abd al-Al | 6            |
| Pietro Lombardi  | 1            | Bez walki    |                        |              |

### Czwarta runda[5]
| Zwycięzca       | Punkty karne | Wynik   | Przegrany        | Punkty karne |
| --------------- | ------------ | ------- | ---------------- | ------------ |
| Pietro Lombardi | 2            | 3-0     | Reino Kangasmäki | 4            |
| Malte Möller    | 3            | Łopatki | Frithjof Clausen | 7            |
| Gyula Szilágyi  | 4            | 2-1     | Kenan Olcay      | 4            |

### Piąta runda[5]
| Zwycięzca       | Punkty karne | Wynik        | Przegrany        | Punkty karne |
| --------------- | ------------ | ------------ | ---------------- | ------------ |
| Pietro Lombardi | 3            | Decyzja, 3:0 | Malte Möller     | 6            |
| Gyula Szilágyi  | 5            | 2-1          | Reino Kangasmäki | 6            |
| Kenan Olcay     | 4            | Bez walki    |                  |              |

### Szósta runda[6]
| Zwycięzca       | Punkty karne | Wynik        | Przegrany   | Punkty karne |
| --------------- | ------------ | ------------ | ----------- | ------------ |
| Pietro Lombardi | 4            | Decyzja, 2:1 | Kenan Olcay | 7            |